# 443 Oddział Kozacki
443 Oddział Kozacki (niem Kosaken Abteilung 443, ros. 443-й казачий дивизион) – oddział wojskowy Wehrmachtu złożony z Kozaków podczas II wojny światowej.
Oddział został sformowany rozkazem z 3 maja 1942 r. na okupowanej Białorusi. Składał się z dwóch kompanii kawalerii. Wchodził w skład niemieckiej 4 Armii XLIII Korpusu Armijnego. Do jego zadań należało zwalczanie partyzantki. W listopadzie tego roku osiągnął wielkość dywizjonu kawalerii. Od maja 1943 r. działał na północnym odcinku frontu wschodniego w rejonie Pustoszki na południowy zachód od Newla. Jesienią tego roku podporządkowano go 281 Dywizji Ochronnej gen. Wilhelma-Hunolda von Stockhausena. Od marca 1945 r. znajdował się w składzie 4 Armii Pancernej Grupy Armii "Centrum".